# Carike Keuzenkamp
Carike Keuzenkamp, właściwie Carike Maria Magdalena Elizabeth van Zyl Keuzenkamp (ur. 3 marca 1947 w Hadze) – południowoafrykańska piosenkarka pochodzenia holenderskiego. W ciągu swojej 50-letniej kariery nagrywała piosenki głównie w języku afrikaans.

## Dyskografia[2]
- The Charm of Carike (1967)
- Almal se keuse (1969)
- Carike (1969)
- Gone Like the Wind (1970)
- Reëndruppeltjies (1971)
- Byerboerwa (1979)
- Carike (1980)
- Die Blye Boodskaptrein (1984)
- Sing geestelike Kinderliedjies (1984)
- Ek sing (1987)
- Saam met jou (1988)
- Onthou jy nog … (1989)
- Grootste treffers (1990)
- Stap saam met my (1991)

## Nagrody
- 2010: Lifetime Achiever w South African Music Awards[1]